# Rieseby
Rieseby település Németországban, Schleswig-Holstein tartományban. Lakosainak száma 2808 fő (2023. december 31.). Rieseby Thumby községgel határos.

## Népesség
A település népességének változása:
| Lakosok száma | 1858 | 2691 | 2696 | 2822 | 2839 | 2808 |
|               | 1975 | 2017 | 2019 | 2021 | 2022 | 2023 |